# Verticordia luteola
Verticordia luteola är en myrtenväxtart som beskrevs av Alexander Segger George. Verticordia luteola ingår i släktet Verticordia och familjen myrtenväxter.

## Underarter
Arten delas in i följande underarter:
- V. l. luteola
- V. l. rosea